# Терапевтический архив
«Терапевтический архив» — ежемесячный научно-медицинский журнал широкого профиля. Основан в 1923 году Г. Ф. Лангом и М. П. Кончаловским. Объём издания — 120—150 страниц. Код ISSN — 0040-3660; код подписки — 43069 (каталог агентства «Роспечать»).
Главный редактор — член-корреспондент РАМН, член-корреспондент РАН, академик РАН Ирина Евгеньевна Чазова.

## Сфера интересов
- Клинические и клинико-экспериментальные работы по всем актуальным проблемам заболеваний внутренних органов.[2]
- Вопросы патогенеза, клиники, методов диагностики и лечения, профилактики внутренних заболеваний.[3]
- Оригинальные исследования.
- Философия медицины.
- Методика преподавания медицинских специальностей.
- Отдельные номера, посвящённые смежным вопросам клинической медицины: эндокринологии, иммунологии, неврологии, психиатрии и др.
- История медицины.
- Рецензии.

## Главные редакторы журнала
- Ланг, Георгий Федорович (основатель журнала): 1923—1948
- Виноградов, Владимир Никитич: 1949—?
- Чазов, Евгений Иванович : 1973—2017.

## Редакционная коллегия
- Бойцов Сергей Анатольевич, ФБГУ «Государственный научно-исследовательский центр профилактической медицины» Минздрава РФ, Россия
- Маев Игорь Вениаминович, ФГБОУ ВО «Московский государственный медико-стоматологический университет им. А. И. Евдокимова» Минздрава России, Россия
- Малеев Виктор Васильевич, ФБУН «Центральный научно-исследовательский институт эпидемиологии» Роспотребнадзора, Россия
- Насонов Евгений Львович, ФГБУ «НИИ ревматологии им. В. А. Насоновой» РАН
- Парфенов Асфольд Иванович, ГБУЗ «Московский клинический научно-практический центр ДЗМ» (Москва, Россия), Россия
- Покровский Валентин Иванович, ФБУН «ЦНИИ эпидемиологии» Роспотребнадзора
- Савченко Валерий Григорьевич, ФБГУ «Гематологический научный центр» Минздрава РФ, Россия
- Фомин Виктор Викторович, ГБОУ ВПО «Первый МГМУ им. И. М. Сеченова» Минздрава РФ, Россия
- Чазов Евгений Иванович, ФГБУ «Российский кардиологический научно-производственный комплекс» Министерства здравоохранения Российской Федерации, Россия
- Чучалин Александр Григорьевич, ФГБУ «НИИ пульмонологии» ФМБА России, Россия
- Шестакова Марина Владимировна, ФГБУ «Эндокринологический научный центр» Минздрава России, Россия
- Вахрушев Яков Максимович, Ижевская государственная медицинская академия, Россия
- Воробьев Андрей Иванович, ФГБУ «Гематологический научный центр» Минздрава России, Россия
- Зайцев Вадим Петрович, ГБУЗ "Московский научно-практический центр медицинской реабилитации, восстановительной и спортивной медицины Департамента здравоохранения города Москвы, Россия
- Карпов Ростислав Сергеевич, Томский НИМЦ, Россия
- Никитин Юрий Петрович, ФГБУ «НИИ терапии и профилактической медицины» СО РАМН, Россия
- Пальцев Александр Иванович, ГБОУ ВПО «Новосибирский государственный медицинский университет» МЗ РФ, Россия
- Паровичникова Елена Николаевна, ФГБУ «Гематологический научный центр» МЗ РФ, Россия
- Синопальников Алесандр Игоревич, ГБОУ ДПО «Российская медицинская академия последипломного образования», Россия
- Шмелев Евгений Иванович, ФГБНУ «Центральный научно-исследовательский институт туберкулеза», Россия
- Чернин Вячеслав Васильевич, Тверская медицинская академия, Россия